# 非正式組織
「正式組織」是經過精心設計、計畫而建立的個人地位和權責關係；非正式組織則是正式組織的副產品亦為必然現象。非正式組織是由於人員間相互行為之下所產生的認同關係所形成的結果，凡是共同點愈多者其非正式組織的關係也愈密切，只要具備任何一項相同點即可促進人員之間的認同，而共同點愈多非正式組織成員愈團結。

## 特性
- 順乎自然(Naturalness)

```
 非正式組織完全是人們自願結合而成，故其為順乎自然無人強迫，亦無人故意安排、設計，完全是由人們在組織
 之中的相互行為彼此了解、認同之下，產生感情後所自然結合而成的團體
```

- 相互行為(Interaction)

```
 人們在組織之中彼此往來、溝通、互相了解，因而形成非正式組織。這種互動過程即相互行為。
```

- 感情投入(Empathy)

```
 因為人員的相互行為而使組織之中的人員彼此認識、了解，故非正式組織之中的情感較親密。人員由於彼此之間
 親密來往的結果，從心理上把個人在某些方面融合成一個整體，包括同情和相互之間的認同，因而以團體的情感
 作依據，所以其行為缺乏客觀的標準。
```

- 社會距離(Social Distance)

```
 在正式組織之中由於階層節制或功能分工的關係，人員間多少存在一些社會距離；但是在非正式組織之中，人員
 的結合是由於相同的背景，故彼此的距離就變短了。
```

- 民主取向(Democratic Orientation)

```
 非正式組織成員是自由結合，無法律限制、地位高低，成員於一種平等的原則之下彼此來往；任何的行為皆眾人
 同意而產生，充分表現民主氣氛。
```

- 用影響力來領導(Leadership through Influence)

```
 非正式組織若有領導這件事，那就是靠影響力，全看其所發生的時機、性質而定。
```

- 團體壓力(Group Pressure)

```
 非正式組織有團體公認的「行為規範」存在每個成員心中，即為團體壓力。
```

- 附著力、統合力(Cohesiveness and Unity)

```
 非正式組織的存在主要是由人員間有種共同的認知，此種「認同」的力量把大家緊密的團結在一起。正如人在外
 國在自己的國內團結，因為人在外國產生認同的作用。
```

- 成員的重疊性(Overlapping Membership)

```
 正式組織之中的非正式組織數量不只一個，成員亦表現出重疊性。
```

## 成因

### 滿足友誼(Friendship)
人類會有友情的需求而去尋找友誼，建立社會關係乃是人的通性，人們既屬於一個組織，其生活圈、社交活動範圍自然讓他們相互來往，最後就形成非正式組織。

### 追求認同(Identification)
經由非正式組織人們可取得社會地位、得到認同、扮演角色，讓人們產生同屬感。

### 取得保護(Protection)
個人的力量是有限的，人們必須藉著團體的力量以維持自身的利益，這種尋求集體力量防護自我的心理，亦促成非正式組織的產生因素，但是此動機是消極的、防衛的。

### 謀求發展(Exploitation)
人們在組織之中還是要謀求發展、地位提升、影響力擴張，但是如果孤立無援就會難有發展，於是人們就要結合成團體，互相援引以達到升官發財的目的，此動機為積極的。

### 彼此協助(Assistance)
人類是群居動物，也只有靠組織的力量方可達成人們的願望，故人在組織需要互助，為此非正式組織應運而生。

## 功能

### 維護團體的價值觀
非正式組織成員彼此抱持相同觀念、價值，他們為此團結，人員的關係密切而增強團體的內聚力。

### 提供社會滿足感(Social Satisfactions)
非正規組織能夠給其成員地位的認同，和與其他人聯繫的機會，尤其在現代大規模的組織之中。個人地位相形渺小，因此非正式組織應運而生給予成員歸屬感和地位的滿足。

### 有效溝通
非正式組織可以建立迅速傳播消息的網狀體系，讓參予者可以了解管理當局所做的各項措施的意圖。

### 社會控制(團體拘束力)
此為一種約束成員的力量，包含:
一、內在的控制:引導成員順從文化價值的力量
二、外在的控制:非正式組織之外的團體所加諸其成員的力量，這種外在壓力可促使非正式組織成員的團結。

### 高度伸縮性
非正式組織則幾乎不受工作程序的約束，具備高度的彈性。對臨時發生的危機，常可以循著非正式途徑解決，故可保持組織的完整，不致因為人員盲目服從組織的政策、法規、程序，而讓組織缺乏應變能力而瓦解。

### 分擔主管領導責任
主管成員如果和非正式組織保持良好關係，那人員必和主管採取合作，可以自動自發的工作，積極提供意見，這樣可讓主管不必事必躬親，節省時間、精力成本，使主管可以有更多時間、精力專注於更重要的工作。

## 缺點

### 反對改變(Resistance to Change)
組織因技術改良或法律修改，不得不改變工作程序，這種改變常會影響到人員工作的調整，近而改變人員之間的來往關係。故非正式組織成會為了保持現狀而不願改變。另外非正式的存在少受到組織中傳統、習慣或文化影響，形成堅強的組織堡壘。因此凡是和傳統、習慣、文化有所變異的事物，往往受到維持現狀或慣性作用的抵制。

### 角色衝突(Role Conflict)
一個人在組織之中往往扮演多重角色，在正式組織之中其地位、角色是一種，而在非正式組織又是另一種，在這種雙重角色的關係之下常會讓人員產生一種僵局。

### 傳播謠言(Rumor)
在非正式組織之中人員既有頻繁的溝通，一旦消息經過輾轉相傳往往失真成謠言，尤其在正式組織和非正式組織之間有衝突之處流傳更快。

### 順適(Conformity)
由於非正式組織具備社會控制的作用，因此造成下列的不良現象:
一、抹煞成員創始性。
二、抹煞成員個性。
三、讓人員的行為脫離組織所需的行為型態。

### 徇私不公(Patronage)
非正式組織成員因凝聚力特強，容易造成上司偏袒部屬。

## 類型

### 根據道爾頓(M. Dalton)對非正式組織的分類

#### 垂直團體(同部門不同層級)
一、垂直共棲:主管、部屬相互維護。
二、垂直寄生:部屬寄生在主管之下。

#### 水平團體(跨部門同層級)
一、水平攻擊:改變正式組織中不合理的情況。
二、水平防守:為維護既得利益而消極抵抗。

#### 混合團體
不同層級、部門，因為相同興趣、友誼、社會滿足感而產生。

### 根據奈格羅(Nigro)對非正式組織的分類
一、水平內部團體:組織之中同等級成員組成，因地理位置接近而成。
二、水平部際團體:不同單位之中等級成員組成。
三、垂直內部團體:同單位、不同等級人員組成。(因為職務利益組成)
四、垂直部際團體:不同單位、不同等級組成。